# تحصیل کهرور پکا
تحصیل کهرور پکا (به انگلیسی: Kahror Pacca Tehsil) یک منطقهٔ مسکونی در پاکستان است که در ناحیه لودهران واقع شده‌است.